# 陽明書屋
25°9′42.49″N 121°32′20.68″E / 25.1618028°N 121.5390778°E

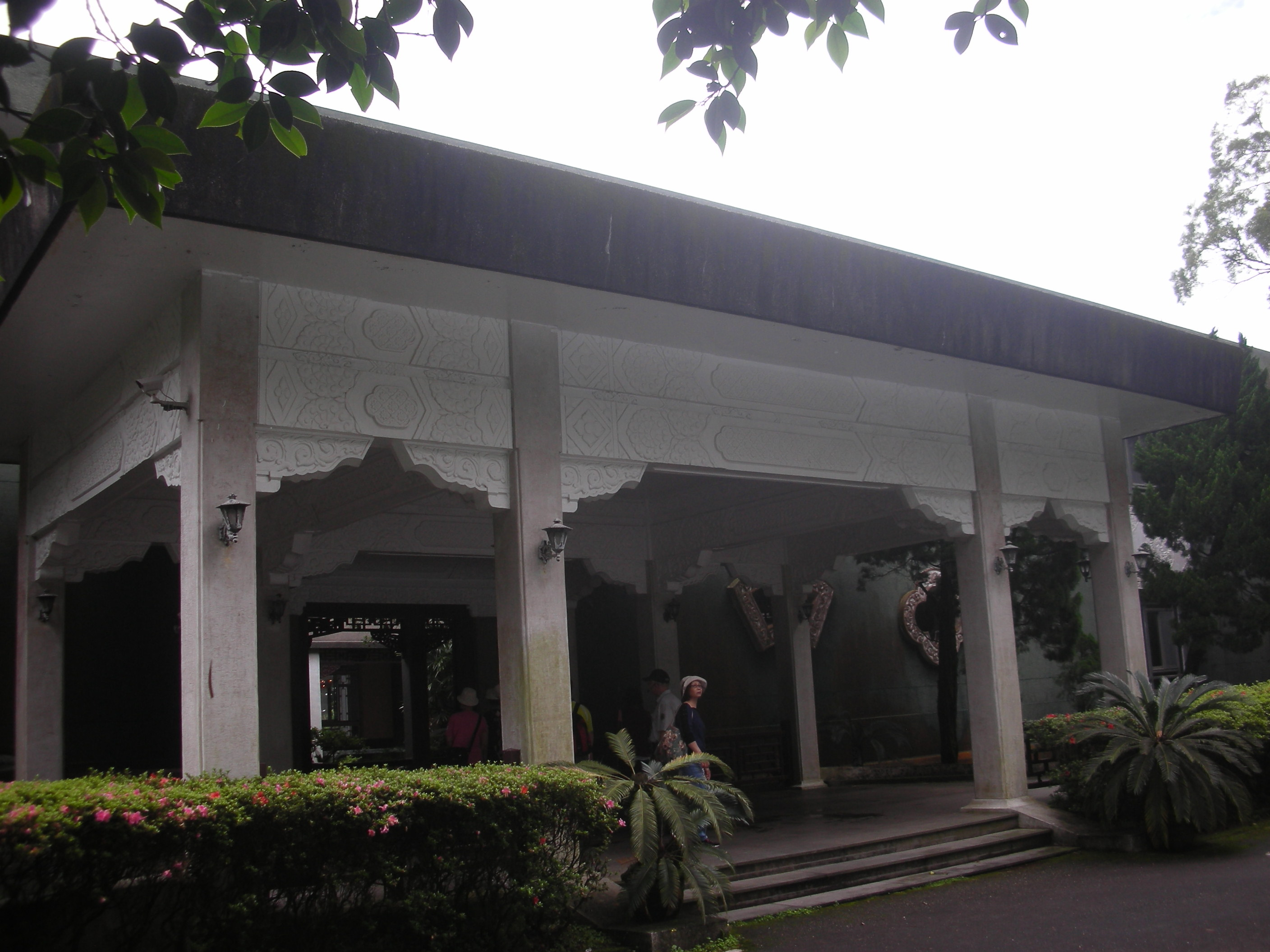
陽明書屋正房大門

陽明書屋，是台湾台北市的一处著名景点和历史遗迹。陽明書屋位于阳明山上，所处景色绝佳，号称“蔣公最後一個行館”。现为陽明山國家公園中的重要景点和历史遗迹。
阳明书屋又名“中兴宾馆”，是蒋中正的總統行馆，也是蔣中正和宋美齡的生活起居地之一。蒋中正曾在此处接待不少外宾和台湾政经要人，也曾常在此避暑。其中“阳明”二字取自明朝大儒王阳明，因蒋中正个人钦佩王阳明之故。
陽明書屋原為臺灣日治時期礦業大亨山本義信的資產，李建和從臺灣工礦承購山本義信的私人後花園「羽園」獻給蔣中正總統當行館；蔣十分滿意該址，當成夏日避暑的行館，並改建為中興賓館。1979年（民國68年），中國國民黨中央委員會黨史委員會遷至中興賓館，中興賓館改名為陽明書屋。1997年（民國86年），陽明書屋轉交陽明山國家公園管理處管理。1998年（民國87年），陽明書屋對外開放參觀。
阳明书屋周围有山岭紗帽山、大屯山、七星山。登二楼阳台，可远眺觀音山、林口臺地。淡水河、基隆河也在附近流过。